# Jamesonite
La jamesonite est une espèce minérale, sulfosel de plomb, fer et antimoine, de formule Pb4FeSb6S14 avec des traces de Cu; Zn; Ag; Bi. Avec une addition de manganèse, elle forme une série avec la bénavidésite. Elle se présente en fins cristaux prismatiques allongés (fibroradiés ou parallèles) ou en amas d'aiguilles feutrées.

## Inventeur et étymologie
Décrite par Haidinger en 1825. Dédiée à Robert Jameson (1774-1854), minéralogiste écossais, qui l'a signalée en premier dès 1821.

## Topotype
- Endellion, Cornouailles Angleterre.

## Cristallographie
- Paramètres de la maille conventionnelle : a = 15.5, b = 19.03, c = 4.03, Z = 2 ; beta = 91.8° V = 1188,12
- Densité calculée = 5,77

## Gîtologie
La jamesonite se trouve dans les filons hydrothermaux, formée à basse température. Elle est souvent associée à d’autres sulfosels de plomb, à la pyrite, à la sphalérite, à la tétraédrite.

## Synonymie[5]
- comuccite Comucci (1916),
- domingite,
- pfaffite Jean Jacques Nicolas Huot (1841),
- plumosite Haidinger (1845),
- sakharovaïte Ivan Kostov (1959),
- warrenite  Eakins (1888),
- wolfsbergite Jean Jacques Nicolas Huot (1841).

- Le minéralogiste français Dominique-Sébastien Léman avait dédié à Robert Jameson une espèce minérale qui s'est avérée être l'andalousite[6].

## Gisements remarquables
En France
- Mine de Lina, Alzen, Foix, Ariège[7]
- Bournac, Hérault[8]
- Mine de Fournial, Molèdes, Cantal[9]

Dans le monde
- Aranyidka (Hongrie)
- Huaron (Pérou)
- Baia Sprie (Roumanie)
- Pribam (République tchèque)

## Galerie

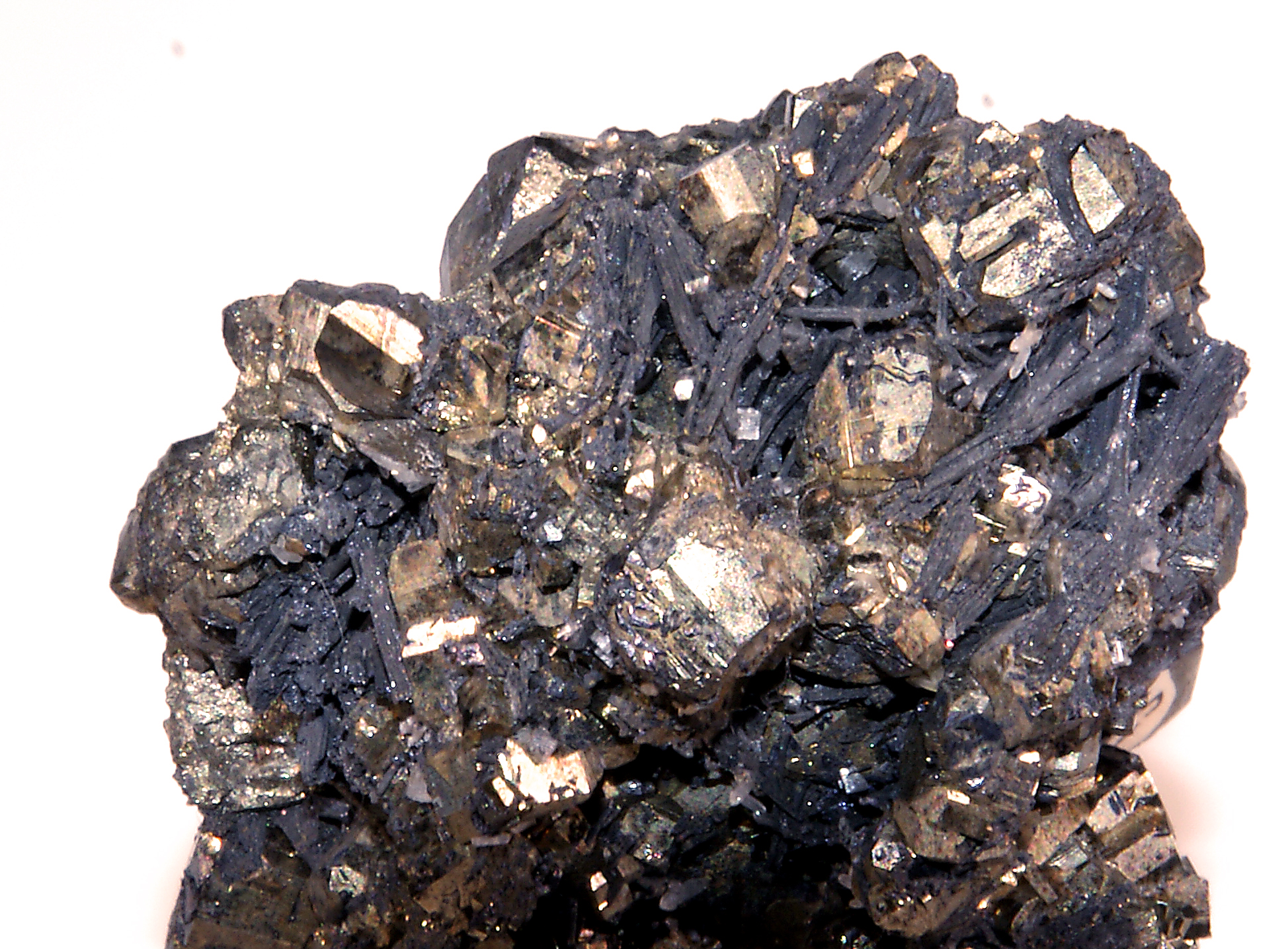
Jamesonite sur pyrite - Mine de Huaron Pérou
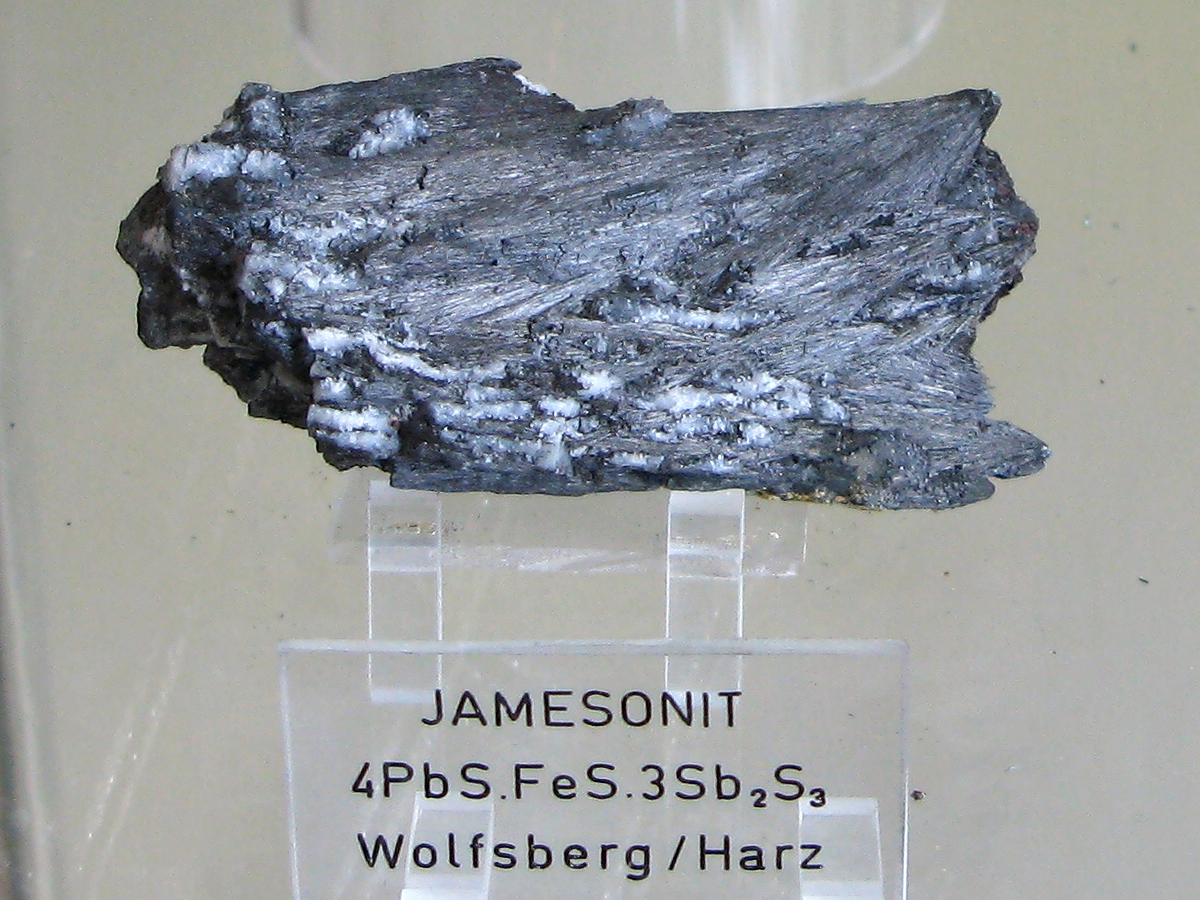
Jamesonite - Wolfsberg, Harz Allemagne